# 清水香帆
清水 香帆（しみず かほ、2008年〈平成20年〉10月12日 - ）は、日本のモデル、女優。神奈川県出身。ボックスコーポレーション所属。

## 来歴
2015年に雑誌『ぷっちぐみ』（小学館）モデルとして活動。2018年に雑誌『キラピチ』（学研プラス）のモデルとして芸能界デビュー。
小学校4年生のときに、熊井戸花・井尾心美・狩野海音・山田真優とともに『第5回キラピチモデルオーディション』に合格。
キラモオーディションをきっかけに、現在の事務所（ボックスコーポレーション）に入所。
2020年度上半期のNHK連続テレビ小説『エール』に二階堂ふみ演ずるヒロイン・関内音の子供時代役で出演し、女優デビュー。

## 人物
- 趣味はダンス、読書。特技はダンス、ピアノなど。
- 同じ事務所のアイドルグループ・マジカル・パンチラインのファンだという。

## 出演

### テレビドラマ
- ひみつ×戦士 ファントミラージュ! 第48話（2020年3月8日、テレビ東京） - エリカ（幼少期） 役
- 連続テレビ小説 エール（2020年3月30日 - 11月27日、NHK） - 関内音（幼少期） 役
- さくらの親子丼 第3シリーズ（2020年10月17日 - 12月19日、東海テレビ） - 浅尾希望 役[4]
- 夜の連続テレビ小説 うっちゃん（2020年12月22日・2021年3月24日、NHK総合） - 夏目美香子 役
- 仮面ライダーリバイス 第3話・第4話（2021年9月19日・26日、テレビ朝日） - 桶谷美春 役
- こどものグルメ（2021年11月20日、テレビ東京）
- 大奥「5代・徳川綱吉×右衛門佐 編」第7回（2023年2月21日、NHK総合） - 信 / 徳川吉宗（少女期） 役
- 大奥「8代・徳川吉宗×水野祐之進 編」第9回・第10回（2023年3月7日・14日、NHK総合） - 信 / 徳川吉宗（少女期） 役

### バラエティ
- 笑点 お正月だよ！大喜利まつり「振袖大喜利」（2021年1月1日、日本テレビ）
- 笑点特大号（2021年1月28日、BS日テレ）
- LIFE！春（2022年5月6日、NHK総合）

### CM
- バンダイ「コロントシャボン」

## ディスコグラフィ

### キャラクターソング
| 発売日        | 商品名                         | 歌                                               | 楽曲             | 備考                                       |
| ------------- | ------------------------------ | ------------------------------------------------ | ---------------- | ------------------------------------------ |
| 2022年9月21日 | 仮面ライダーリバイス SONG BEST | 小悪魔ランデブー（清水香帆、名田紗羅、岩崎愛香） | 「You U Love U」 | テレビドラマ『仮面ライダーリバイス』挿入歌 |

## 書籍

### 雑誌掲載
- てづくりクラブ（2021年）
- キラピチ（2018年6月号 - 2022年4月号 、学習研究社）
- ぷっちぐみ